# Hyalostola phoenicochyta
Hyalostola phoenicochyta är en fjärilsart som beskrevs av George Francis Hampson 1914. Hyalostola phoenicochyta ingår i släktet Hyalostola och familjen sikelvingar. Inga underarter finns listade i Catalogue of Life.